# Bornholm (skib fra 1726)
 For alternative betydninger, se Bornholm (flertydig). (Se også artikler, som begynder med Bornholm)
Galejen Bornholm blev bygget i 1726 i Gammelholm.
Skibet blev aldrig brugt, og stod 10 år i et skur, til det blev kasseret i 1736.
Længde: 98', bredde: 17', dybde agt: 7' og dybde for: 7'
Skibet sejlede med 203 mand i besætningen.